# Willie Keeler
William Henry Keeler (3 de marzo de 1872 – 1 de enero de 1923) fue un jugador profesional de béisbol de las Grandes Ligas. Actuó como jardinero izquierdo para los Baltimore Orioles y Brooklyn Superbas de la Liga Nacional y para los New York Highlanders de la Liga Americana.

## Biografía
Su promedio de .385, en la temporada de 1898, es el mayor de la historia para un jugador con más de 1,000 hits (1,147 hits) al final de una temporada. Terminó su carrera con un average de .341, el 14.º mayor de todos los tiempos. Bateó sobre .300 en 16 ocasiones de las 19 temporadas que jugó, promediando para más de .400 una vez. Lideró la liga dos veces en promedio de bateo y en tres oportunidades en hits conectados. Keeler conectó la espectacular cifra de 206 hits durante la temporada de 1898, récord que se mantuvo por más de 100 años hasta ser superado por Ichiro Suzuki. Además, Keeler tuvo un porcentaje de enbase superior a .400 por siete temporadas consecutivas. Cuando se retiró, en 1910, era el segundo de la historia en hits con 2,932, por detrás de Cap Anson.
Keeler, fue uno de los jugadores más pequeños en participar en Grandes Ligas, con aproximadamente 5´7´´ (algunas fuentes dicen que medía solamente 5´4´´) y 65kg de peso, de ahí su apodo “Wee Willie”. Fue elegido para el Salón de la Fama en 1939, siendo uno de los jugadores de más baja estatura en ser seleccionados. Fue el jugador más pequeño que apareció en la lista de los 100 mejores jugadores de béisbol de la historia (100 Greatest Baseball Players) publicada por “The Sporting News” (No.75) y que fue nominado como finalista del Juego de la Centuria de las Grandes Ligas (Major League Baseball All-Century Team). Keeler se retiró en 1910, siendo el jugador con más tiempo desde su retiro en ser incluido en ambas listas.

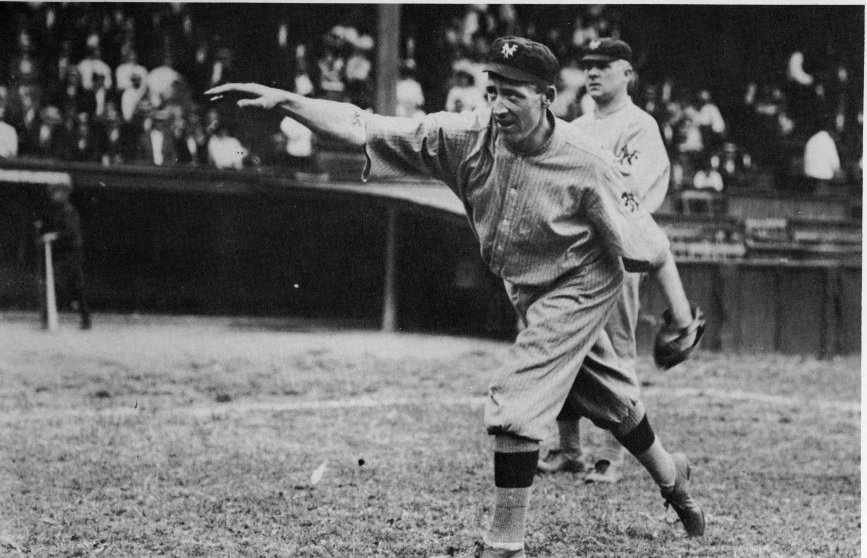
Keeler playing for the Giants in 1910.

Keeler tenía la habilidad para tocar prácticamente cualquier bola que le lanzaran. Él fue el principal motivo para la modificación de la regla para que el tercer strike en toque de bola fuera strike-out. En los Baltimore Orioles de Ned Hanlon, perfeccionó el conocido como Baltimore Chop en el cual él machucaba la bola contra el césped con la suficiente fuerza para que la altura que alcanzaba la pelota le permitiera llagar a primera antes que el fildeador pudiera lanzar la bola.
En 1897, Keeler comenzó la temporada encadenando la cifra de 44 juegos consecutivos bateando de hit, batiendo el récord anterior de 42, impuesto por Bill Dahlen. Keeler había conectado un hit en el juego final de la temporada de 1896, con lo que colocó el récord de la Liga Nacional en 45 partidos consecutivos bateando de hit. Esta marca fue superada por Joe DiMaggio en 1942, cuando logró una cadena de 56 juegos bateando de hit. En 1978, Pete Rose igualó la marca de Keeler de 44 juegos en una temporada. Ningún otro jugador de la historia ha alcanzado estos números. Keeler, además, alcanzó la cifra 200 hits en ocho temporadas consecutivas, récord superado por Ichiro Suzuki en el 2009.
Cuando Ban Johnson creó la Liga Americana en 1901, una de sus primeras estrategias, fue atraer a jugadores de la Liga Nacional ofreciéndoles grandes contratos. Keeler recibió ofertas de seis de los ocho nuevos equipos de la Liga Americana, incluida una oferta de Chicago por dos años a razón de $4,300 cada temporada. Sin embargo, Keeler se mantuvo en Brooklyn y no pasó a la nueva liga hasta el año 1903, cuando firmó con New York. En 1905, Keeler implantó el récord para los Yankees de más sacri-hits para una temporada con 42.